# 李垂街
李垂街（？年—？年），字僑廕，號步岑，陕西镇安县人，明朝政治人物。

## 生平
六月二十五日生，治書经。萬曆十三年（1585年）乙酉科陕西鄉試第二十名舉人，二十三年（1595年）乙未科會試第二百六十三名，廷試三甲第二十六名進士。户部觀政，本年六月授河南仪封县知县，丁憂歸，考察調簡，调官直隶顺天府香河县知县，任内重修城墙。升工部员外郎。

## 家族
曾祖李翠。祖李经。父李初穠，學正。前母李氏、周氏、唐氏、徐氏。具庆下。娶邵氏。子出众、出奇。